# Tobia Scarpa
Tobia Scarpa (Venezia, 1º gennaio 1935) è un architetto, designer e restauratore italiano.
Ha lavorato per buona parte della sua carriera al fianco della moglie Afra Bianchin (Montebelluna, 28 marzo 1937 – Trevignano, 30 luglio 2011). Le loro opere possono essere trovate in molti musei negli Stati Uniti ed in Europa, fra cui il MoMa e il Louvre. Ha collaborato con aziende come B&B Italia, San Lorenzo Silver e Knoll International. È stato inoltre insignito di numerosi riconoscimenti e premi come il Compasso d'Oro nel 1969 e l'International Forum Design nel 1992. Il lavoro di design della coppia è composto da architettura e oggetti di uso quotidiano tra cui mobili, abbigliamento, design degli interni e lavoro del vetro. Nelle loro progettazioni si sono concentrati sulle possibilità tecniche ed estetiche dei materiali usati. Tobia è stato grandemente influenzato da suo padre, l'architetto e designer Carlo Scarpa.

## Biografia
Figlio di Nini Lazzari (Onorina sorella minore di Bice Lazzari e nipote di Vincenzo Rinaldo) e dell'architetto e designer Carlo Scarpa, Tobia Scarpa nasce a Venezia il 1º gennaio del 1935. Laureatosi nel 1969 insieme alla futura moglie e collega Afra Bianchin nell'Università Iuav di Venezia, dal 1957 al 1961 Tobia ha lavorato come designer del vetro alla vetreria di Murano Venini, prima di aprire con Bianchin un ufficio di design a Montebelluna. Nel 1960 hanno la prima collaborazione con Gavina, per il quale disegnano la poltrona Bastiano, la sedia Pigreco e il letto di metallo Vanessa. Quest'ultimo è stato rieditato nel 2005 da Cassina nella collezione SimonCollezione, come gli altri arredi un tempo prodotti da Simon. In seguito progettano per B&B Italia le poltrone Coronado ed Erasmo, per Cassina le poltrone Soriana, Compasso d'oro nel 1970, e 925, e per Meritalia, la sedia Libertà, esposta al Louvre. Dal 1960 diventano, insieme agli architetti Castiglioni, progettisti alla Flos. Nel 1964 hanno collaborato con l'azienda di abbigliamento Benetton per progettare la prima fabbrica tessile della compagnia. I coniugi Scarpa hanno disegnato vari negozi Benetton in tutto il mondo, fra cui quello di Friburgo, Parigi e New York. Nel 1973 hanno disegnato la lampada Papillona per Flos, una delle prime ad usare tecnologia alogena. I due hanno in seguito lavorato anche per Fabbian, con le lampade Saturnina e Galeto, e per Veas, con la lampada di metallo Scandola.
Dal 2017 è componente del comitato scientifico, con A. Ferlenga e M. Petranzan, della collana di architettura "Obliqua Imagines", diretta da Silvia Cattiodoro.
Per il suo lavoro ha ricevuto numerosi premi tra cui il Compasso d'oro e l'IF Industrie Forum Design Hannover nel 1992. Alcuni oggetti disegnati da Scarpa sono esposti nei più importanti musei del mondo: tra cui la sedia Libertà al Louvre di Parigi. Scarpa, dal 2004 al 2007, sempre con la Bianchin, ha partecipato al restauro di palazzi storici italiani, fra cui il Palazzo della Ragione di Verona. Dal 2002, Scarpa insegna nel Dipartimento di Design dell'Università IUAV di Venezia.

## Vita privata
Tobia Scarpa è stato sposato con la collega Afra Bianchin, conosciuta all'Università, fino alla sua morte, avvenuta nel 2011. Con lei ha avuto i figli Sebastiano, Niccolò, morti entrambi in due diversi incidenti automobilistici, e Carlotta. Si è risposato nel 2014 con Valeria Salvador. 

## Opere
(elenco parziale)
ARCHITETTURA
- Fabbrica Benetton - Paderno di Ponzano (Treviso),1964
- Fabbrica C&B Italia (oggi B&B Italia) - Novedrate (Como), 1966
- Casa Benetton - Paderno di Ponzano (Treviso),1966
- Casa Scarpa - Trevignano (Treviso),1969
- Progetto di arredo per l'Hotel Danieli, Venezia (Italia), 1972
- Palazzina per uffici Maxalto, Novedrate (Italia), 1976
- Casa Lorenzin - Abano Terme (Padova), 1976
- Restauro di complesso trecentesco - Treviso, 1978
- Restauro di casa Tonolo - Paderno di Ponzano (Treviso),1979
- Studio distributivo e di arredo degli uffici Istat e Inps, 1979
- Area produttiva Benetton "Magazzino Robotizzato"- Castrette di Villorba (Treviso), 1980
- Casa Molteni - Carimate Ronco (Como), 1985
- Area produttiva Benetton "Divisione Lana" - Castrette di Villorba (Treviso), 1986
- Restauro e ristrutturazione della fabbrica Benetton - Ponzano  Veneto (Treviso),1986
- Ristrutturazione del fabbricato G. Benetton - Treviso, 1987
- Restauro della Loggia dei Grani - Montebelluna (Treviso), 1988
- Restauro di Palazzo Stampa - Milano, 1988
- Casa Daolio, Guastalla (Reggio Emilia), 1988
- Cantine Gancia &C - Santo Stefano Balbo (Cuneo), 1989
- Snack Bar e Club - Kyoto (Giappone), 1989
- Casa Meroni - Carimate (Como),1992
- Area produttiva Benetton "divisione Jeans e capispalla"- Castrette di Villorba (Treviso), 1992
- Restauro di Casa Montezemolo - Ferrara, 1992
- Restauro di Villa Loredan - Venegazzù (Treviso), 1992
- Restauro di Palazzi Brusati e Bonasi - Carpi (Modena), 1994
- Palazzetto dello sport - Lommel (Belgio), 1995
- Ristrutturazione Villa Persico Guarnieri - Relais Monaco Country Hotel & Spa - Ponzano  Veneto ,1999
- Restauro di Villa Spineda, Venegazzù, (Treviso), 1999
- Restauro del Palazzo della Ragione - Verona, 2000
- Restauro Gallerie dell'Accademia - Venezia, 2000
- Casa Scarpa - Mogliano Veneto, 2003
- Completamento dell'intervento di Carlo Scarpa al Palazzetto di Monselice - Monselice (Padova), 2006 [10]
- Casa Roversi - Pegognaga (Mantova), 2007
- Progetto di riordino e nuova scala per l'Hotel Giorgione - Venezia, 2009
- Allestimento dell'esposizione Imago mundi, Fondazione Benetton, 2015
- Ca’ Scarpa - Fondazione Benetton Studi Ricerche - Treviso, 2020 [11]

Design
- Poltroncina Pigreco - 1959 (Realizzata durante il corso di Arredamento tenuto da  Franco Albini allo IUAV poi messa in produzione da Gavina)
- Letto Vanessa - Gavina, 1959 - Cassina, 2005[12]
- Lampada Fantasma - Flos, 1962
- Divano Bastiano - Gavina, 1962 - Knoll, 1968[13]
- Poltrona Modell 917 - Cassina, 1963
- Sedia Soriana - Cassina 1969 con cui vince il Compasso d'Oro
- Sistema di contenitori Torcello - Stildomus, 1964
- Applique Foglio - Flos, 1966
- Poltrona e divani Coronado - B&B, 1966 - Con Afra Bianchin[14]
- Lampada Biagio - Flos, 1968 [15]
- Poltrona Bonanza - B&B, 1970
- Lampada da esterno Tamburo - Flos, 1973
- Sedia Africa - B&B Italia, 1975
- Lampada PAPILLONA - Flos, 1975
- Tavolo TL59 - FabbricaPoggi, 1976[16]
- Arredamento dello show-room B&B, New York (USA), 1976
- Letto Accademia - Stildomus, 1981
- Sedia Libertà - Meritalia, 1989 (in esposizione perenne nel Museo di Arte Contemporanea del Louvre di Parigi) [17]
- Lampada Pierrot - Flos, 1990
- Sedia Veronica - Casas, 1991
- Poltrona Nicolò - Meritalia, 1995